# Obscura Arcana Mortis
Obscura Arcana Mortis è il primo disco della band piacentina Forgotten Tomb pubblicato come EP il 12 giugno 2000 dalla Treblinka Productions in sole 215 copie e ristampato nel 2007 dalla Eerie Art Prod.

## Tracce
1. Nightfrost – 3:28
2. Nefarious Nights – 4:33
3. Forgotten Tomb – 5:34
4. Obscura Arcana Mortis – 5:04
5. Outro – 3:02

Tracce bonus della ristampa
- 6. The Subway Apathy (Live)
- 7. Entombed by Winter (Ultra Doom Version)